# Emil Żychiewicz
Emil Maria Żychiewicz pseud. „Teczek” (ur. 5 listopada 1914 we Lwowie, zm. 16 grudnia 2002 w Rybniku) – polski żeglarz, jachtowy kpt. ż.w., dowódca s/y Witeź II w czasie rejsów na Wyspy Owcze (1958) i na Islandię (1959), członek honorowy Jacht Klubu AZS w Szczecinie.

## Życiorys
Emil Żychiewicz urodził się w 1914 roku we Lwowie. Ukończył studia na Wydziale Prawa Uniwersytecie im. Jana Kazimierza, a następnie – do wybuchu II wojny światowej – studiował ekonomię w Szwajcarii. W czasie wojny był żołnierzem lwowskiego Kedywu. Po zakończeniu wojny został repatriowany do Wrocławia (zob. wysiedlenie Polaków ze Lwowa). Brał udział w reaktywacji Wydawnictwa Kartograficznego „Książnica-Atlas”. W tym wydawnictwie pracował do jego nacjonalizacji w roku 1950. Od roku 1953 mieszkał w Warszawie. Pracował w PAX, Instytucie Wydawniczym PAX i w Veritas. Brat Antoniego Żychiewicza.

## Działalność i osiągnięcia żeglarskie
Należał do AZM Lwów (do roku 1939), a po wojnie do AZM Wrocław. Żeglował też w JK AZS Szczecin i był instruktorem żeglarstwa w COŻ Trzebież oraz członkiem komisji egzaminacyjnych na stopnie żeglarskie. Był jednym z egzaminatorów Ludomira Mączki, zdobywającego stopień żeglarza, który po latach wspominał: 

… na egzaminie na żeglarza trafiłem na Teczka Żychiewicza i zadał mi trzy pytania, i na te trzy pytania odpowiedziałem „nie wiem”. Teczek się popatrzył i powiedział: „no to kolego pojutrze na pływanie”. Później Go pytałem czemuś mnie nie wyrzucił na zbitą mordę – „a bo ja mam duszę personalnika i wiedziałem, że z Ciebie będzie żeglarz”.

W roku 1956 E. Żychiewicz brał udział w regatach dokoła Rugii jako kapitan s/y Swantewit, zdobywając I miejsce.
Polinezja Północy

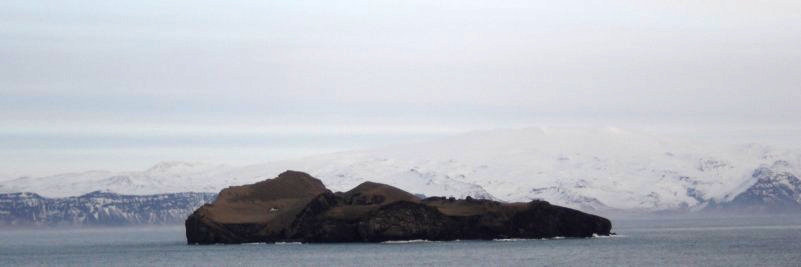
Wyspy Vestmannaeyjar (Islandia)

W tym samym czasie należał do grona szczecińskich żeglarzy, którzy rozpoczynali odkrywanie „Polinezji Północy” (pojęcie wymyślone prawdopodobnie przez Ludomira Mączkę w roku 1956). Do „Polinezji Północy” były zaliczane: Zatoka Botnicka, Szetlandy, Wyspy Owcze, Orkady, Islandia, Grenlandia, Jan Mayen, Spitsbergen, Północna Norwegia. Kpt. Emil „Teczek” Żychiewicz był kapitanem w czasie dwóch historycznych pierwszych rejsów w ten rejon na „Witeziu II”, jachcie bez silnika, echosondy, radia (poza „Szarotką”) i radaru. W pierwszy rejs na Islandię wypłynięto w sierpniu 1958 roku (załoga: kpt. L. Mączka – drugi kapitan jachtowy na jednostce, A. Rześniowiecki, M. Jaworska, M. Domagała). W pobliżu Wysp Owczych zabrakło wody, a pogoda bardzo się popsuła. L. Mączka wspominał: 

Odchodzimy od wysp, pogoda się poprawia. Zbliżamy się do wejścia – znowu mgła. Tu, przez trzy dni widziałem piękną kolorową zorzę polarną […] Stałem jak wryty na pokładzie, zdrętwiały z zimna i z wrażenia…

Obaj kapitanowie byli jednomyślni – należy wracać.
W następnym rejsie załogę stanowili: Ludomir Mączka, Maria Gerlach i Stanisław Tomaszewski. Wyprawę rozpoczęto wcześniej (12 maja 1959) i zdecydowano się płynąć bez zawijania do portów. Silny sztorm w pobliżu Wysp Westmannaeyjar, gdy widoczny już był Vatnajökull, utrudnił osiągnięcie celu. Po sztormie udało się ustalić położenie jachtu (na podstawie pomiarów wysokości ledwo widocznego słońca, wykonanych przez Mączkę z użyciem sekstantu) i w gęstej mgle dotrzeć do celu.
Do portu w Reykjaviku weszli 5 czerwca, po raz pierwszy donosząc polską banderę sportową do stolicy Islandii. Załoga była podziwiana przez znających żeglarstwo tubylców i serdecznie goszczona przez kilka dni.
W drodze powrotnej jacht ponownie walczył z silnym sztormem (wiatr do 10 B; z relacji Mączki: „fale były jak kamienice”, „jak wtedy to przetrwaliśmy, nie wiem do dziś”). Rejs zakończono 12 lipca po dwóch miesiącach (1230 godzinach) żeglugi i po pokonaniu 3767 mil morskich kapitan Emil Żychiewicz wskazał dodatkowy sukces:

…nagle uświadamiam sobie, że przez dwa miesiące nikt z nikim się nie pokłócił. Nie przeżyliśmy ani jednej tzw. personalnej awantury!

## Wyróżnienia i upamiętnienie
Emil Żychiewicz otrzymał tytuł członka honorowego Jacht Klubu AZS w Szczecinie. Jest wielokrotnie wspominany przez przedstawicieli szczecińskiego środowiska żeglarskiego, którzy troszczą się o zachowanie pamięci o tych czasach, „kiedy jachty były z drewna a ludzie ze stali” (tytuł piątej części cyklu Zbigniewa Klimczaka „80 lat historii polskiego żeglarstwa”.
W roku 2009 odbyła się – zorganizowana z inicjatywy Piotra Owczarskiego (dyrektora Technikum Morskiego w Szczecinie) – wyprawa „Islandia 2009”. Młodzież szczecińskiego jacht klubu AZS pokonała trasę rejsu „Witezia II” na jachcie s/y Stary (trasę podzielono na etapy; między etapami załogę wymiano). Kadrę rejsu stanowili: Maciej Krzeptowski (kapitan), Grzegorz Węgrzyn (I oficer), Cezary Pawłowski (II oficer), Kazimierz Sawczuk (II oficer), Piotr Owczarski (koordynator wyprawy) i Anna Kubik (współorganizatorka wyprawy).
Załoga „Starego” zawiozła do Reykjaviku pamiątkową tablicę (projekt – Zdzisław Sobierajski, odlew – Zbigniew Olejnik), którą uroczyście zamontowano w tamtejszym muzeum morskim. Tekst, ułożony przez żeglarzy ze Szczecina, brzmi:

Tylko wiatr, marzenia i jacht Witeź II przywiodły tu pierwszych polskich żeglarzy w roku 1959.

Na tablicy umieszczono też informację o rejsie „Witezia II” w języku islandzkim i angielskim.
Przebieg rejsu „Islandia 2009” zaprezentowano w Zamku Książąt Pomorskich w Szczecinie na wystawie, której celem było m.in. uczczenie 65-lecia polskiego żeglarstwa w Szczecinie i na Pomorzu Zachodnim oraz 50 rocznicy rejsu „Witezia II”.